# William Lygon
William Lygon, 7. hrabia Beauchamp KG, KCMG (ur. 20 lutego 1872 w Londynie, zm. 14 listopada 1938 w Nowym Jorku) – brytyjski arystokrata i polityk, syn Fredericka Lygona, 6. hrabiego Beauchamp, i lady Mary Stanhope, córki 5. hrabiego Stanhope.

## Życiorys

### Młodość i praca w Australii
Od urodzenia nosił tytuł wicehrabiego Elmley. Wykształcenie odebrał w Eton College i w Christ Church na Uniwersytecie w Oksfordzie. Po śmierci ojca w 1891 r. odziedziczył tytuł 7. hrabiego Beauchamp i zasiadł w Izbie Lordów. W 1893 r. został przewodniczącym Oxford Union Society. W latach 1895–1896 był burmistrzem Worcester. W 1899 r. nieoczekiwanie został mianowany gubernatorem Nowej Południowej Walii. Chociaż sumiennie wypełniał swoje gubernatorskie obowiązki nie cieszył się sympatią mieszkańców kolonii. Nie znając się na wewnętrznych stosunkach w Nowej Południowej Walii gubernator popełniał gafę za gafą. Zraził do siebie francuską mniejszość odnosząc się w przemowie do niej do procesu Dreyfusa oraz wyrażając publicznie dumę z bycia Anglikiem, a nie Francuzem. Fakt uczestnictwa gubernatora w konsekracji katolickiego kościoła św. Marii zraził do Beauchampa ewangelików. Już w 1900 r. niefortunny gubernator powrócił do Wielkiej Brytanii, chociaż gubernatorem był jeszcze formalnie przez rok. Wcześniej, 16 lutego 1899 r., został odznaczony Krzyżem Komandorskim Orderu św. Michała i św. Jerzego.

### Kariera polityczna w Wielkiej Brytanii
Po powrocie do Wielkiej Brytanii Beauchamp rozpoczął karierę polityczną w szeregach Partii Liberalnej. W latach 1905–1907 był kapitanem Gentlemen-at-Arms. 8 stycznia 1906 r. został członkiem Tajnej Rady. Od 1907 do 1910 r. był Lordem Stewardem. W czerwcu 1910 r. wszedł w skład liberalnego rządu Herberta Henry’ego Asquitha jako lord przewodniczący Rady (był nim do listopada 1910 r.), pierwszy komisarz ds. prac publicznych (w latach 1910–1914) i ponownie lord przewodniczący Rady (w latach 1914–1915). W latach 1911–1931 był ponadto lordem namiestnikiem Gloucestershire, a w latach 1913–1914 lordem strażnikiem Pięciu Portów. W 1914 r. odznaczono go Orderem Podwiązki. W latach 1929–1931 był kanclerzem Uniwersytetu Londyńskiego.
Beauchamp pozostał w Partii Liberalnej po jej rozpadzie na początku lat 20. Od 1924 r. był liderem liberałów w Izbie Lordów i wspierał swoimi finansami podupadającą partię. W 1931 r. szwagier Beauchampa, książę Westminster, zagorzały konserwatysta, oskarżył go o homoseksualizm, który w owym czasie był traktowany jako przestępstwo. Oskarżenie było bezpodstawne (zresztą oskarżony miał siedmioro dzieci) i było obliczone na zadanie ciosu Partii Liberalnej. Ponieważ Beauchamp i Westminster znani byli z wybuchowego charakteru obawiano się skandalu. Król Jerzy V miał powiedzieć, że myślał, że mężczyźni tacy jak oni pozabijają się nawzajem.
Do niczego takiego jednak nie doszło. Beauchamp zrezygnował ze wszystkich urzędów (oprócz lorda strażnika Pięciu Portów) i wyjechał z kraju. Przez następne lata mieszkał w Niemczech, Francji i Włoszech. Zmarł w 1938 r. w Hotel Waldorf-Astoria w Nowym Jorku na raka.

## Odniesienia w kulturze
Uważa się, że postać lorda Beauchampa była pierwowzorem lorda Marchmaina z powieści Powrót do Brideshead autorstwa Evelyna Waugha. W miniserialu zrealizowanym w 1981 r. na podstawie powieści lorda grał sir Laurence Olivier.

## Rodzina
26 lipca 1902 r. lord Beauchamp poślubił lady Lettice Grosvenor (25 grudnia 1876 – 28 lipca 1936), córkę Victora Grosvenora, hrabiego Grosvenor, i lady Sibell Lumley, córki 9. hrabiego Scarbrough. William i Lettice mieli razem trzech synów i cztery córki:
- William Lygon (3 lipca 1903 – 3 stycznia 1979), 8. hrabia Beauchamp
- Hugh Patrick Lygon (2 listopada 1904 – 19 sierpnia 1936)
- Lettice Lygon (16 czerwca 1906 – 1973), żona sir Richarda Cotterella, 5. baroneta, miała dzieci
- Sibell Lygon (10 października 1907 – 31 października 2005), żona Michaela Rowleya, nie miała dzieci
- Mary Lygon (12 lutego 1910 – 27 września 1982), żona księcia Wsiewołoda Iwanowicza Romanowa, nie miała dzieci
- Dorothy Lygon (22 lutego 1912 – 13 listopada 2001), żona Roberta Herbera-Percy’ego, nie miała dzieci
- Richard Edward Lygon (25 grudnia 1916 – 1970), ożenił się z Patricią Norman, miał dzieci